# Stazione di Cannara
La stazione di Cannara è stata una fermata ferroviaria posta sulla linea Foligno-Terontola. Serviva il centro abitato di Cannara. Fu dismessa nel 1995.